# La Mouche (film, 1986)
Pour les articles homonymes, voir La Mouche et The Fly.
Série
La Mouche 2
(1989)
Pour plus de détails, voir Fiche technique et Distribution.
La Mouche (The Fly) est un film de science-fiction horrifique britanno-américano-canadien réalisé par David Cronenberg et sorti en 1986.
Il s'agit de l'adaptation de la nouvelle éponyme (en) de l'auteur George Langelaan, déjà portée à l'écran dans La Mouche noire de Kurt Neumann (1958).

## Synopsis
Seth Brundle, un scientifique aussi brillant qu'excentrique et solitaire, rencontre la journaliste Veronica Quaife. Il la ramène à son laboratoire et lui montre son invention : le télépod, qui consiste à transporter quasi-instantanément d'une cabine à une autre un objet ou un être vivant. Seth persuade Veronica de garder son secret en échange de droits exclusifs sur l'histoire, et elle commence à l'assister dans son travail. Cependant, bien que le télépod puisse téléporter des objets inanimés, il n'est pas au point avec les tissus vivants, comme le montre un essai raté sur un babouin qui se retrouve horriblement mutilé. Seth et Veronica entament une relation. Leur première nuit d'amour donne à Seth l'idée de reprogrammer le télépod pour qu'il soit fonctionnel avec des êtres faits de chair et de sang. Il parvient enfin à téléporter avec succès un deuxième babouin. Veronica part soudainement et Seth s'inquiète du fait qu'elle reprenne sa relation avec Stathis Borans, son rédacteur-en-chef. Ivre et déprimé, Seth décide sur un coup de tête de se téléporter, ignorant qu'une mouche s'est glissée avec lui à l'intérieur de la cabine. En apparence, l'expérience est un succès et il sort parfaitement indemne de la cabine de réception.
Seth et Veronica se réconcilient. Seth commence à montrer plus de force et d'endurance. Il a des envies de sucre et Veronica s'inquiète de son comportement agressif et des poils bizarres qui poussent sur son dos. Seth tente de forcer Veronica à subir une téléportation. Quand elle refuse, il va dans un bar où il fait un bras de fer, laissant son adversaire avec une fracture ouverte. Il rencontre une femme nommée Tawny et la ramène à son entrepôt, où Veronica la sauve de la téléportation. Seth jette Veronica dehors, mais quand ses ongles commencent à tomber, il comprend que quelque chose a mal tourné pendant sa téléportation. Il vérifie ses enregistrements et découvre que l'ordinateur du télépod, rendu confus par la présence de deux formes de vie dans la cabine d'envoi, l'a fusionné avec la mouche au niveau moléculaire et génétique.
Seth continue sa transformation physique, perdant des parties de son corps et prenant une apparence de moins en moins humaine. Il renoue avec Veronica et théorise qu'il est en train de devenir "Brundlemouche", un hybride d'humain et d'insecte. Il commence à vomir des enzymes digestives sur sa nourriture pour la dissoudre et acquiert la capacité de s'accrocher aux murs et au plafond. Il se rend compte qu'il perd la raison et la compassion, poussé par des instincts qu'il ne peut contrôler.
Seth installe un programme de fusion, planifiant de diluer les gènes de la mouche dans son corps avec de l'ADN humain. Veronica apprend qu'elle est enceinte de Seth. Elle et Stathis persuadent un médecin de pratiquer un avortement. Après avoir entendu leur conversation, Seth enlève Veronica et la supplie de porter l'enfant à terme, car c'est peut-être le dernier vestige de son humanité. Stathis s'introduit dans le laboratoire avec un fusil de chasse, mais Seth le mutile avec son vomi corrosif.
Seth révèle son plan désespéré à Veronica : il veut utiliser le télépod pour fusionner avec Veronica et leur enfant à naître, afin de créer l’« être parfait ». Alors que Seth la traîne dans la cabine, elle lui arrache accidentellement la mâchoire et une énorme créature insectoïde humaine émerge sous la peau de Seth. Celle-ci emprisonne Veronica à l'intérieur du premier télépod et entre dans l'autre. Stathis, blessé, peut encore utiliser son fusil pour sectionner les câbles reliant le télépod de Veronica à l'ordinateur, ce qui permet à Veronica de s'échapper. S'échappant de sa cabine au moment où le processus de fusion est activé, Seth est fusionné avec la porte métallique et le câblage du télépod. Alors que la créature mutante rampe hors de la cabine, elle supplie Veronica de mettre fin à ses souffrances. Veronica l'abat alors avec le fusil.

## Fiche technique
Sauf indication contraire, les informations mentionnées dans cette section peuvent être confirmées par les bases de données cinématographiques IMDb et Allociné,  présentes dans la section « Liens externes ».
- Titre original : The Fly
- Titre français et québécois : La Mouche
- Réalisation : David Cronenberg
- Scénario : David Cronenberg et Charles Edward Pogue, d'après le scénario de James Clavell adapté d'une nouvelle de George Langelaan
- Musique : Howard Shore
- Direction artistique : Rolf Harvey
- Décors : Carol Spier et Elinor Rose Galbraith[2]
- Costumes :  Denise Cronenberg
- Maquillage : Chris Walas et Stephan Dupuis (en)
- Photographie : Mark Irwin
- Son : David Evans, Gerry Humphreys, Robin O'Donoghue
- Montage : Ronald Sanders
- Production : Stuart Cornfeld
  - Coproduction : Marc Boyman et Kip Ohman
- Sociétés de production : Brooksfilms (États-Unis), SLM Production Group (Royaume-Uni) et le Crédit d'impôt pour les services de production de la province de la Colombie-Britannique[3]
- Sociétés de distribution : Twentieth Century Fox Film Company (Royaume-Uni) ; Twentieth Century Fox (États-Unis et France)
- Budget : 15 millions de $[4]
- Pays de production :  Royaume-Uni,  États-Unis,  Canada
- Langue originale : anglais
- Format : couleur (DeLuxe) — 35 mm — 1,85:1 (Panavision) — son Dolby stéréo
- Genre : épouvante-horreur, science-fiction, drame
- Durée : 96 minutes
- Dates de sortie[5] :
  - États-Unis, Canada, Québec : 15 août 1986[6]
  - France : janvier 1987 (Festival international du film fantastique d'Avoriaz) ; 21 janvier 1987 (sortie nationale)
  - Royaume-Uni : 13 février 1987
- Classification :
  - Royaume-Uni : interdit aux moins de 18 ans (18 - Suitable only for adults)[7]
  - États-Unis : interdit aux moins de 17 ans (R – Restricted)
  - Canada (Manitoba) : les enfants de moins de 14 ans doivent être accompagnées d'un adulte (14A - 14 Accompaniment)
  - Canada (Nouvelle-Écosse / Ontario) : interdit aux moins de 18 ans (R - Restricted)
  - Canada (Québec) : 13 ans et plus (horreur) (13+ / 13 years and over)[6]
  - France : interdit aux moins de 12 ans[8],[9]

## Distribution
- Jeff Goldblum (VF : Richard Darbois) : Seth Brundle
- Geena Davis (VF : Anne Canovas) : Veronica Quaife
- John Getz (VF : Jean-Claude Montalban) : Stathis Borans
- Joy Boushel (VF : Laurence Crouzet) : Tawny
- Leslie Carlson (VF : Jean-Pierre Moulin) : Dr Brent Cheevers
- George Chuvalo : Marky
- David Cronenberg : le gynécologue

## Production

### Genèse
La 20th Century Fox avait confié ce film à Tim Burton, alors qu'encore méconnu et travaillant chez Disney, mais il était occupé avec ses propres films,.

### Attribution des rôles
Le personnage de Seth Brundle devait initialement être interprété par Michael Keaton, mais il refusa. Le rôle principal revient finalement à Jeff Goldblum. Il partage l'écran avec Geena Davis, sa compagne à l'époque. David Cronenberg leur demanda de reproduire leur vie de couple à l'écran.

### Tournage
Le tournage a lieu à Kleinburg et Toronto, en Ontario au Canada. Il fallait presque cinq heures par jour de prothèses et maquillages pour Jeff Goldblum.

### Musique
La musique du film est composée par Howard Shore, collaborateur habituel de David Cronenberg.
Liste des titres
1. Main Title (1:54)
2. Plasma Pool (1:54)
3. The Last Visit (2:25)
4. Stathis Enters (2:19)
5. The Phone Call (2:07)
6. Seth Goes Trough (2:03)
7. Ronnie Comes Back (0:54)
8. The Jump (1:20)
9. Seth And The Fly (2:20)
10. Particle Magazine (1:01)
11. The Armwrestle (0:50)
12. Brundlefly (1:43)
13. Ronnie's Visit (0:35)
14. The Street (0:43)
15. The Stairs (1:25)
16. The Fingernails (2:35)
17. Baboon Teleportation (0:57)
18. The Creature (2:08)
19. Steak Montage (0:59)
20. The Maggot / Fly Graphic (1:37)
21. Success With Baboon (0:58)
22. The Ultimate Family (1:59)
23. The Finale (2:48)

## Accueil

### Accueil critique
La Mouche a reçu un accueil critique très favorable, recueillant 91 % de critiques positives, avec une note moyenne de 8,2/10 et sur la base de 55 critiques collectées, sur le site agrégateur de critiques Rotten Tomatoes.

### Box-office
Le film a connu un certain succès commercial, rapportant environ 60 629 000 de dollars au box-office mondial, dont 40 456 000 de dollars en Amérique du Nord, pour un budget de 15 000 000 de dollars. En France, il a réalisé 2 119 496 entrées.

## Distinctions
Source : Internet Movie Database et Allociné

### Récompenses
1986
- National Board of Review : inscription sur la liste des dix meilleurs films de l'année 1986

1987
- Academy of Science Fiction, Fantasy and Horror Films - Saturn Awards :
  - Saturn Award du meilleur film d'horreur
  - Saturn Award du meilleur acteur pour Jeff Goldblum
  - Saturn Award du meilleur maquillage pour Chris Walas
- Canadian Society of Cinematographers Awards : CSC Award de la meilleure photographie dans un long métrage pour Mark Irwin
- Festival international du film fantastique d'Avoriaz : prix spécial du jury pour David Cronenberg
- Oscars : Oscar des meilleurs maquillages pour Chris Walas et Stephan Dupuis (en)

### Nominations
1986
- New York Film Critics Circle Awards : meilleur acteur pour Jeff Goldblum

1987
- Academy of Science Fiction, Fantasy and Horror Films - Saturn Awards :
  - Meilleure réalisation pour David Cronenberg
  - Meilleure actrice pour Geena Davis
  - Meilleure musique pour Howard Shore
- Fantasporto : meilleur film pour David Cronenberg
- National Society of Film Critics Awards : meilleur acteur pour Jeff Goldblum
- Prix Hugo : meilleure présentation dramatique pour David Cronenberg, George Langelaan et Charles Edward Pogue

1988
- BAFTA Awards :
  - Meilleurs maquillages pour Chris Walas et Stephan Dupuis (en)
  - Meilleurs effets spéciaux pour Jon Berg, Louis Craig, Chris Walas et Hoyt Yeatman

2004
- Festival du Film Fantastique de Gérardmer : rétrospective "Bestiaire Fantastique" pour David Cronenberg

2006
- Academy of Science Fiction, Fantasy and Horror Films - Saturn Awards : meilleure édition spéciale DVD d'un classique

## Éditions en vidéo
En France, le film La Mouche de 1986 est sorti en DVD le 11 juillet 2001, le 1er février 2006 en édition prestige ainsi que le 11 juillet 2001 en édition collector. Une version Blu-ray est sortie le 2 avril 2008. Le film est également sorti en VOD le 1er août 2014.

## Suite et prolongement
Le film eut droit à une suite, La Mouche 2, réalisée par Chris Walas en 1989, avec Eric Stoltz dans le rôle du fils de Seth Brundle, Martin. Le réalisateur Chris Walas, était le directeur des effets spéciaux de La Mouche.
Le film La Mouche 2 a eu une suite en comics intitulée The Fly: Outbreak, commencé en mars 2015 et publié par IDW en 5 issues, il fait directement suite au film.
Le film a fait également l'objet d'une adaptation à l'opéra en 2008 : The Fly. La première a eu lieu au Théâtre du Châtelet à Paris.
Alors qu'au départ, Todd Lincoln devait faire un remake du film en Direct-to-video, David Cronenberg a évoqué l'idée de le faire lui-même prochainement et que cela pourrait être plus qu'un simple remake,.

## Dans la culture
Dans la saison 2, épisode 6 de Rick et Morty : l'élixir que met au point Rick transforme les habitants de la Terre en monstres. Monstres qui s'avèrent posséder un petit côté digne du film.
Dans l'épisode spécial Simpson Horror Show VIII des Simpson, Bart Simpson fusionne avec une mouche dans le télé-transporteur.
Dans la chanson Gin Soaked Boy du groupe The Divine Comedy se trouve le vers "I'm Jeff Goldblum in the fly".